# På farligt uppdrag
På farligt uppdrag (originaltitel Mission: Impossible) är en amerikansk TV-serie som visades mellan 17 september 1966 och 30 mars 1973 på CBS. En nyinspelad TV-serie med titeln Farligt uppdrag (utan prepositionen på) gjordes 1988–1990, även den med Peter Graves som Jim Phelps i huvudrollen. Under 1990-talet samt 2000-talet har Tom Cruise gjort biofilmer baserade på TV-serien.
Serien gick i flera omgångar på SVT, till exempel 1967 och 1977, och har även visats på TV3 och Kanal 5.

## Handling
Ett agentteam, Impossible Missions Force (IMF) under ledning av Jim Phelps tar sig an omöjliga uppdrag genom en kombination av teknisk överlägsenhet och planering. Deras uppdrag, om de väljer att acceptera det ("Your mission, Jim, should you decide to accept it, is to..." ), delas alltid ut i form av ett röstmeddelande inspelat på en bandspelare, samt en mapp med kompletterande dokument och fotografier. Bandet och mappen är alltid gömda på ett hemligt ställe, som Phelps fått reda på i förväg. På bandet talar en anonym person som företräder "ministern" ("the Secretary"). Den anonyma rösten avslutar alltid sina instruktioner med att påpeka att "ministern" kommer att förneka all kännedom om agenterna och deras handlingar om de blir upptäckta eller dödade, "As always, should you or any of your IM force be caught or killed, the Secretary will disavow any knowledge of your actions". Efter att Phelps har lyssnat färdigt på instruktionerna från bandspelaren så önskar den anonyma rösten Phelps lycka till med frasen "This tape will self-destruct in five seconds. Good luck, Jim", varefter bandet förintar sig självt vid varje tillfälle (under rökutveckling) efter fem sekunder.
De uppdrag som Phelps och IMF-teamet får går ut på att på olika vis med list, teknisk överlägsenhet och genial/fantasifull planering eliminera olika obehagliga personer, som till exempel grymma diktatorer, terrorister eller maffiabossar som inte går att komma åt med konventionella metoder. Maskering och visuella illusioner är några av IMF-teamets arbetsmetoder. Ofta opererar man i olika fiktiva länder långt utanför USA:s gränser.

## Rollfigurer

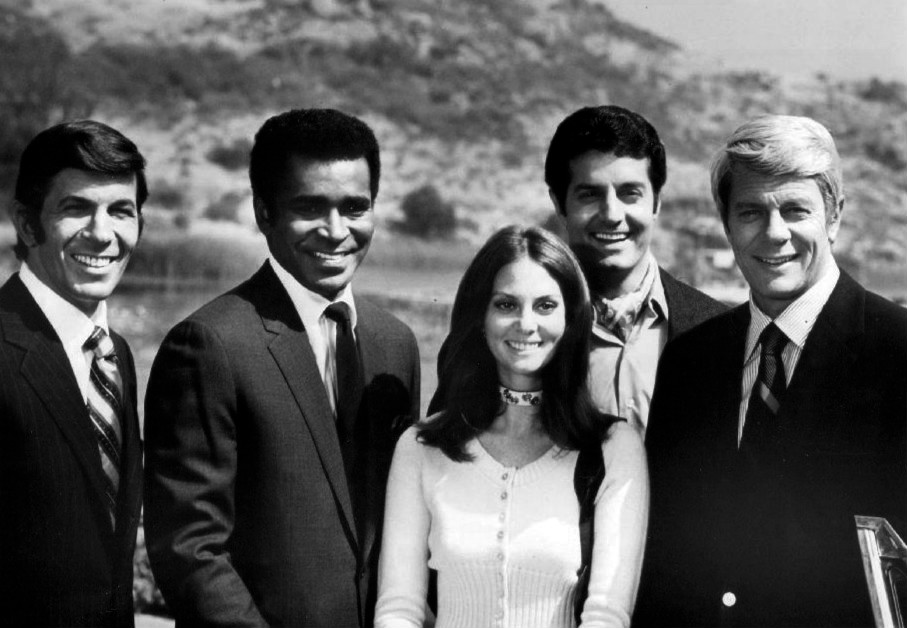
Skådespelare från säsong 5, från vänster: Leonard Nimoy, Greg Morris, Lesley Ann Warren, Peter Lupus och Peter Graves.

- Daniel Briggs: Ledare för IMF under säsong 1. Spelas av Steven Hill.
- Jim Phelps: Han är ledare för Impossible Missions Force som ersätter Dan Briggs. Spelas av Peter Graves. Jim medverkar även i uppföljaren Farligt uppdrag (spelas även här av Peter Graves) som ledare i IMF-gruppen. I långfilmen Mission: Impossible (spelas av Jon Voight) visar sig Jim vara en förrädare som ligger bakom mordet på IMF-agenter som sätter dit Ethan Hunt som senare ersätter Jim.
- Cinnamon Carter: Gruppens "femme fatale". Spelas av Barbara Bain. (23 episoder, 1970–1971)
- Rollin Hand: Specialist på att skapa ansiktsmasker. Spelas av Martin Landau. (76 episoder, 1966–1969)
- Barney Collier: Teknisk specialist. Spelas av Greg Morris. (171 episoder, 1966–1973)
- Willy Armitage: Medlem med fysisk styrka. Spelas av Peter Lupus
- Paris: Maskeringsexpert. Spelas av Leonard Nimoy. (49 episoder, 1969–1971)
- Dana Lambert: Lesley Ann Warren (23 episoder, 1970–1971)
- Lisa Casey: Maskeringsexpert, bland annat. Spelas av Lynda Day George. (23 episoder, 1970–1971)

### Mindre rollfigurer
- Doug: Spelas av Sam Elliott. (1970–1971)
- Röst på bandspelaren: Spelas av Bob Johnson, (repriserade sin roll i uppföljaren Farligt uppdrag)

## Övrigt
- Seriens gimmick med bandspelaren, (i 1980-talsversionen en liten mediaspelare som visade rörliga bilder efter att man matat in en CD-skiva), där gruppens uppdrag blev presenterat har blivit parodierat av åtskilliga andra, bland annat i Kommissarie Gadget, The Ghost Busters och Austin Powers-filmerna.
- Fraserna "Your mission, Jim, should you decide to accept it, is to..." och "As always, should you or any of your IM force be caught or killed, the Secretary will disavow any knowledge of your actions. This tape/disc will self-destruct in five seconds. Good luck, Jim/Ethan." används fortfarande i filmerna med Tom Cruise.
- Phil Morris i 1980-talsversionen av serien är i verkligheten son till Greg Morris i 1960-talsupplagan. De spelade även far och son i serien och Greg Morris gjorde flera gästspel i 1980-talsversionen.
- TV-seriens signaturmelodi skrevs av Lalo Schifrin.

## DVD
Denna serie är i sin helhet släppt på DVD i Sverige, Europa och USA. Den förnyade serien gjordes i bara två säsonger, då den inte alls visade sig vara lika populär. Dessa två säsonger är inte släppta i Sverige, men däremot både i USA och i Storbritannien.
| Säsong     | Avsnitt | Releasedatum Region 1 | Releasedatum Sverige |
| ---------- | ------- | --------------------- | -------------------- |
| Säsong 1   | 28      | 5 december 2006       | 6 december 2006      |
| Säsong 2   | 25      | 5 juni 2007           | 5 december 2007      |
| Säsong 3   | 25      | 29 oktober 2007       | 12 mars 2008         |
| Säsong 4   | 26      | 13 maj 2008           | 28 maj 2008          |
| Säsong 5   | 23      | 7 oktober 2008        | 19 november 2008     |
| Säsong 6   | 22      | 28 april 2009         | 24 juni 2009         |
| Säsong 7   | 22      | 3 november 2009       | 16 december 2009     |
| Säsong '88 | 19      | 29 november 2011      | UK: 23 juli 2012     |
| Säsong '89 | 16      | 28 februari 2012      | UK: 15 oktober 2012  |

## Avsnittsöversikt
| Avsnitt nr | Titel                           | TV-premiär (USA) |
| ---------- | ------------------------------- | ---------------- |
|            | Säsong 1 – 1966–1967            |                  |
| 1          | Pilot                           | 17/09/1966       |
| 2          | Memory                          | 24/09/1966       |
| 3          | Operation Rogosh                | 01/10/1966       |
| 4          | Old Man Out (1)                 | 08/10/1966       |
| 5          | Old Man Out (2)                 | 15/10/1966       |
| 6          | Odds on Evil                    | 22/10/1966       |
| 7          | Wheels                          | 29/10/1966       |
| 8          | The Ransom                      | 05/11/1966       |
| 9          | A Spool There Was               | 12/11/1966       |
| 10         | The Carriers                    | 19/11/1966       |
| 11         | Zubrovnik's Ghost               | 26/11/1966       |
| 12         | Fakeout                         | 03/12/1966       |
| 13         | Elena                           | 10/12/1966       |
| 14         | The Short Tail Spy              | 17/12/1966       |
| 15         | The Legacy                      | 07/01/1967       |
| 16         | The Reluctant Dragon            | 14/01/1967       |
| 17         | The Frame                       | 01/21/1967       |
| 18         | The Trial                       | 28/01/1967       |
| 19         | The Diamond                     | 04/02/1967       |
| 20         | The Legend                      | 11/02/1967       |
| 21         | Snowball in Hell                | 18/02/1967       |
| 22         | The Confession                  | 25/02/1967       |
| 23         | Action!                         | 04/03/1967       |
| 24         | The Train                       | 18/03/1967       |
| 25         | Shock                           | 25/03/1967       |
| 26         | A Cube of Sugar                 | 01/04/1967       |
| 27         | The Traitor                     | 15/04/1967       |
| 28         | The Psychic                     | 22/04/1967       |
|            | Säsong 2 – 1967–1968            |                  |
| 29         | The Widow                       | 10/09/1967       |
| 30         | Trek                            | 17/09/1967       |
| 31         | The Survivors                   | 24/09/1967       |
| 32         | The Bank                        | 01/10/1967       |
| 33         | The Slave (1)                   | 08/10/1967       |
| 34         | The Slave (2)                   | 15/10/1967       |
| 35         | Operation "Heart"               | 22/10/1967       |
| 36         | The Money Machine               | 29/10/1967       |
| 37         | The Seal                        | 05/11/1967       |
| 38         | Charity                         | 12/11/1967       |
| 39         | The Council (1)                 | 19/11/1967       |
| 40         | The Council (2)                 | 26/11/1967       |
| 41         | The Astrologer                  | 03/12/1967       |
| 42         | Echo of Yesterday               | 10/12/1967       |
| 43         | The Photographer                | 17/12/1967       |
| 44         | The Spy                         | 07/01/1968       |
| 45         | A Game of Chess                 | 14/01/1968       |
| 46         | The Emerald                     | 21/01/1968       |
| 47         | The Condemned                   | 28/01/1968       |
| 48         | The Counterfeiter               | 04/02/1968       |
| 49         | The Town                        | 18/02/1968       |
| 50         | The Killing                     | 28/02/1968       |
| 51         | The Phoenix                     | 03/03/1968       |
| 52         | Trial by Fury                   | 10/03/1968       |
| 53         | Recovery                        | 17/03/1968       |
|            | Säsong 3 – 1968–1969            |                  |
| 54         | The Heir Apparent               | 29/09/1968       |
| 55         | The Contenders (1)              | 06/10/1968       |
| 56         | The Contenders (2)              | 13/10/1968       |
| 57         | The Mercenaries                 | 27/10/1968       |
| 58         | The Execution                   | 10/11/1968       |
| 59         | The Cardinal                    | 17/11/1968       |
| 60         | The Elixir                      | 24/11/1968       |
| 61         | The Diplomat                    | 01/12/1968       |
| 62         | The Play                        | 08/12/1968       |
| 63         | The Bargain                     | 15/12/1968       |
| 64         | The Freeze                      | 23/12/1968       |
| 65         | The Exchange                    | 04/01/1969       |
| 66         | The Mind of Stefan Miklos       | 12/01/1969       |
| 67         | The Test Case                   | 19/01/1969       |
| 68         | The System                      | 26/01/1969       |
| 69         | The Glass Cage                  | 02/02/1969       |
| 70         | Doomsday                        | 16/02/1969       |
| 71         | Live Bait                       | 23/02/1969       |
| 72         | The Bunker (1)                  | 02/03/1969       |
| 73         | The Bunker (2)                  | 09/03/1969       |
| 74         | Nitro                           | 23/03/1969       |
| 75         | Nicole                          | 30/03/1969       |
| 76         | The Vault                       | 06/04/1969       |
| 77         | Illusion                        | 13/04/1969       |
| 78         | The Interrogator                | 20/04/1969       |
|            | Säsong 4 – 1969–1970            |                  |
| 79         | The Code                        | 28/09/1969       |
| 80         | The Numbers Game (aka: The Key) | 05/10/1969       |
| 81         | The Controllers (1)             | 12/10/1969       |
| 82         | The Controllers (2)             | 19/10/1969       |
| 83         | Fool's Gold                     | 26/10/1969       |
| 84         | Commandante                     | 02/11/1969       |
| 85         | Submarine                       | 16/16/1969       |
| 86         | Mastermind                      | 23/11/1969       |
| 87         | Robot                           | 30/11/1969       |
| 88         | The Double Circle               | 07/12/1969       |
| 89         | The Brothers                    | 14/12/1969       |
| 90         | Time Bomb                       | 21/12/1969       |
| 91         | The Amnesiac                    | 28/12/1969       |
| 92         | The Falcon (1)                  | 04/01/1970       |
| 93         | The Falcon (2)                  | 11/01/1970       |
| 94         | The Falcon (3)                  | 18/01/197        |
| 95         | Chico                           | 25/01/1970       |
| 96         | Gitano                          | 01/02/1970       |
| 97         | Phantoms                        | 08/02/1970       |
| 98         | Terror                          | 15/02/1970       |
| 99         | Lover's Knot                    | 22/02/1970       |
| 100        | Orpheus                         | 01/03/1970       |
| 101        | The Crane                       | 08/03/1970       |
| 102        | Death Squad                     | 15/03/1970       |
| 103        | The Choice                      | 22/03/1970       |
| 104        | The Martyr                      | 29/03/1970       |
|            | Säsong 5 – 1970–1971            |                  |
| 105        | The Killer                      | 19/09/1970       |
| 106        | Flip Side                       | 26/09/1970       |
| 107        | The Innocent                    | 03/10/1970       |
| 108        | Homecoming                      | 10/10/1970       |
| 109        | Flight                          | 17/10/1970       |
| 110        | My Friend, My Enemy             | 25/10/1970       |
| 111        | Butterfly (aka Poor Butterfly)  | 31/10/1970       |
| 112        | Decoy                           | 07/11/1970       |
| 113        | The Amateur                     | 14/11/1970       |
| 114        | Hunted                          | 21/11/1970       |
| 115        | The Rebel                       | 28/11/1970       |
| 116        | Squeeze Play (aka Sicily)       | 12/12/1970       |
| 117        | The Hostage                     | 19/12/1970       |
| 118        | Takeover                        | 02/01/1971       |
| 119        | Cat's Paw                       | 09/01/1971       |
| 120        | The Missile (aka Torpedo)       | 16/01/1971       |
| 121        | The Field                       | 23/01/1971       |
| 122        | Blast                           | 30/01/1971       |
| 123        | The Cataflaque                  | 06/02/1971       |
| 124        | Kitara (aka The Bigot)          | 20/02/1971       |
| 125        | A Ghost Story                   | 27/02/1971       |
| 126        | The Party                       | 06/03/1971       |
| 127        | The Merchant                    | 17/03/1971       |
|            | Säsong 6 – 1971–1972            |                  |
| 128        | Blind                           | 18/09/1971       |
| 129        | Encore                          | 25/09/1971       |
| 130        | The Tram                        | 02/10/1971       |
| 131        | Mindbend                        | 09/10/1971       |
| 132        | Shape-Up                        | 16/10/1971       |
| 133        | The Miracle                     | 23/10/1971       |
| 134        | Encounter                       | 30/10/1971       |
| 135        | Underwater                      | 06/11/1971       |
| 136        | Invasion                        | 13/11/1971       |
| 137        | Blues (aka Hard Rock)           | 20/11/1971       |
| 138        | The Visitors                    | 27/11/1971       |
| 139        | Nerves                          | 04/12/1971       |
| 140        | Run for the Money               | 11/12/1971       |
| 141        | The Connection                  | 18/12/1971       |
| 142        | The Bride                       | 01/01/1972       |
| 143        | Stone Pillow (aka Big House)    | 08/01/1972       |
| 144        | Image                           | 15/01/1972       |
| 145        | Committed                       | 22/01/1972       |
| 146        | Bag Woman                       | 29/01/1972       |
| 147        | Double Dead                     | 12/02/1972       |
| 148        | Casino (aka Vacuum, Rumble)     | 19/02/1972       |
| 149        | Trapped                         | 26/02/1972       |
|            | Säsong 7 – 1972–1973            |                  |
| 150        | Break!                          | 16/09/1972       |
| 151        | Two Thousand                    | 23/09/1972       |
| 152        | The Deal                        | 30/09/1972       |
| 153        | Leona                           | 07/10/1972       |
| 154        | TOD-5 (aka The Carrier)         | 14/10/1972       |
| 155        | Cocaine                         | 21/10/1972       |
| 156        | Underground                     | 28/10/1972       |
| 157        | Movie                           | 04/11/1972       |
| 158        | Hit                             | 11/11/1972       |
| 159        | Ultimatum                       | 18/11/1972       |
| 160        | Kidnap                          | 02/12/1972       |
| 161        | Crack-Up                        | 09/12/1972       |
| 162        | The Puppet                      | 22/12/1972       |
| 163        | Incarnate                       | 05/01/1973       |
| 164        | Boomerang                       | 12/01/1973       |
| 165        | The Question                    | 19/01/1973       |
| 166        | The Fountain                    | 26/01/1973       |
| 167        | The Fighter                     | 09/02/1973       |
| 168        | Speed                           | 16/02/1973       |
| 169        | The Pendulum                    | 23/02/1973       |
| 170        | The Western                     | 02/03/1973       |
| 171        | Imitation                       | 30/03/1973       |